# Ivan Knjazev
Ivan Alexandrovitj Knjazev (ryska: Иван Александрович Князев), född 1893 i guvernementet Jaroslavl i Kejsardömet Ryssland (nu Jaroslavl oblast i Ryssland), död 1 februari 1937 i Moskva, var en sovjetisk politiker. Han var bland annat hög funktionär inom Folkkommissariatet för järnvägar i Sovjetunionen (Narkomput).

## Biografi
I samband med den stora terrorn greps Knjazev 1936 och åtalades vid den andra Moskvarättegången; han erkände bland annat sabotage och förberedelse till mord. Knjazev dömdes till döden och avrättades genom arkebusering den 1 februari 1937.